# Stazione di Sinalunga
La stazione di Sinalunga è una stazione ferroviaria a servizio del comune di Sinalunga, in provincia di Siena.
È servita dalle linee ferroviarie Empoli-Chiusi, gestita da Rete Ferroviaria Italiana (RFI), e Arezzo-Sinalunga, gestita da La Ferroviaria Italiana (LFI).

## Storia
L'11 settembre 1859, fu inaugurato il nuovo tratto della Empoli-Siena (aperta nel 1849) fra Siena e Sinalunga, cittadina della Val di Chiana, e aperto all'esercizio il 19 settembre dello stesso anno. La nuova stazione di Sinalunga, rimase capolinea fino al 29 ottobre 1860, quando la linea fu prolungata di 7 km fino a Torrita di Siena. Nel 1914, la società milanese L'Ausiliare ottenne la concessione per la costruzione di una ferrovia tra Sinalunga e Arezzo, che venne inaugurata nel 1930 ed elettrificata. Al 2011, l'impianto risulta impresenziato.

## Strutture e impianti

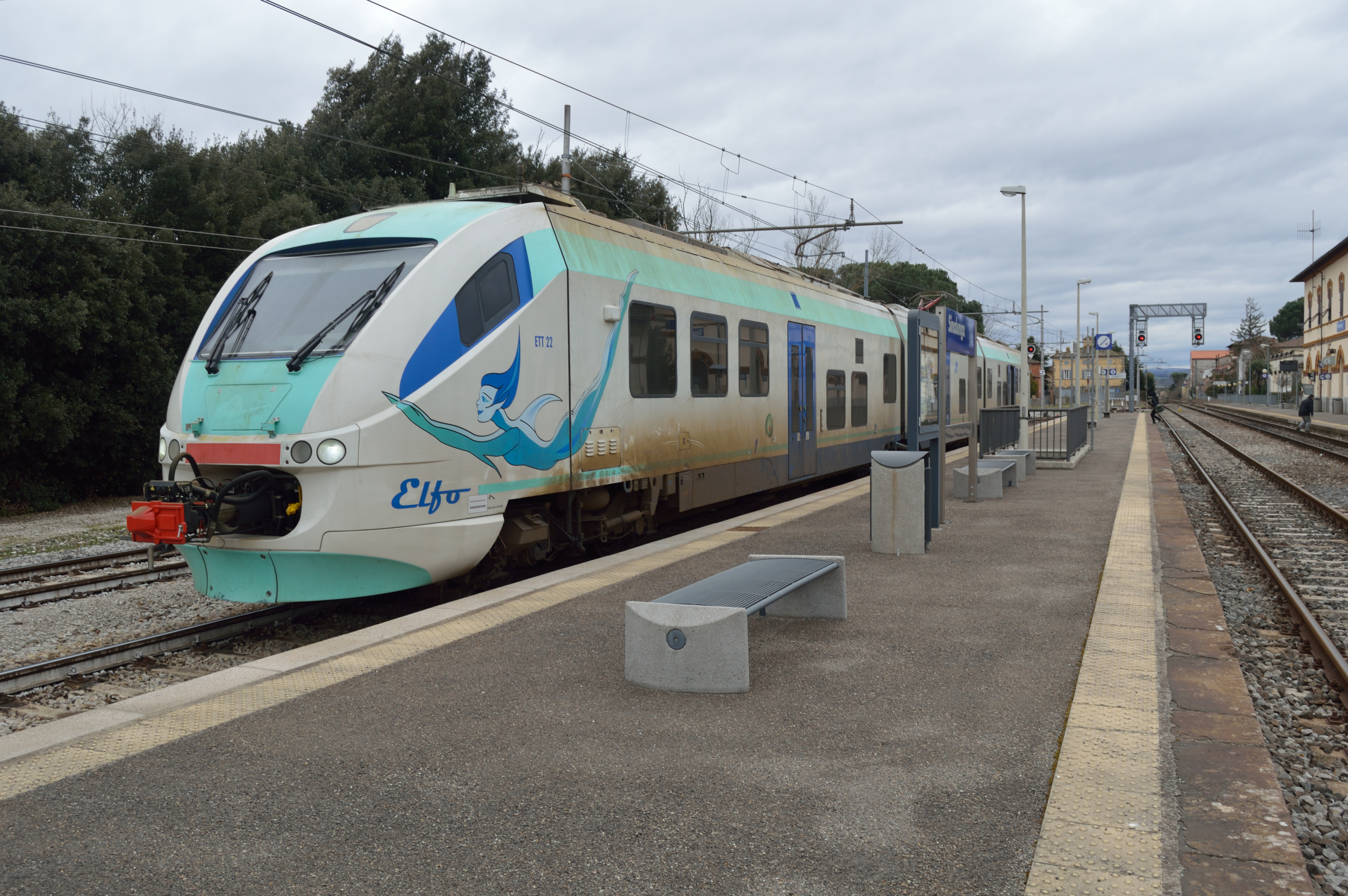
ETT22 di TFT in partenza verso Arezzo nel 2015

La stazione è composta di un fabbricato viaggiatori e un piccolo scalo merci con piano caricatore e magazzino merci. I binari in uso sono in totale 3, più altri due per le manovre. Il terzo binario è elettrificato poiché da esso partono i treni della linea LFI Arezzo-Sinalunga; quelli della linea Empoli-Chiusi, invece, utilizzano i primi due.

### Architettura
Il grande fabbricato viaggiatori è un edificio a due piani: in quello inferiore si trovano i vari uffici, la sala d'aspetto e il bar; in quello superiore l'abitazione del capostazione. Le facciate dei quattro lati, coperte con intonaco color crema, sono spoglie di qualsiasi decorazione ed in esse si aprono varie porte e finestre con architrave in stucco dipinto. Esternamente, fra i due piani corre un doppio cornicione in mattoni.

## Servizi
La stazione, gestita da Rete Ferroviaria Italiana che la classifica nella categoria "Silver", dispone di:
- Servizi igienici
- Bar

## Interscambi
La stazione permette i seguenti interscambi:
- Fermata autobus extraurbani